# 奧林匹克運動會俄羅斯代表團
俄羅斯以俄羅斯奧林匹克委員會身份參加奧林匹克運動會，俄羅斯代表團於1994年冬季奧林匹克運動會首次參加賽事，一共參加過6次夏季奧林匹克運動會，合共取得439面奧運獎牌，包括148面金牌，133面銀牌，157面銅牌，是目前奪得第10多奧運獎牌的國家。
若比較夏季和冬季1996年起的成績總計共獲得197面金牌，此數字僅次於美國。
俄羅斯在夏季和冬季的總和表現的獎牌統計並不計入蘇聯、獨聯體、俄羅斯帝國等不同時期的獎牌數，如果可將蘇聯、獨聯體、俄羅斯帝國等不同時期一同計入俄羅斯上，俄羅斯將有598面夏季奧運金牌，136面冬季奧運金牌。

## 主辦賽事
俄羅斯主辦過一次賽事
| 賽事                     | 主辦城市 | 日期        | 參賽國家 | 參賽人數 | 項目 |
| ------------------------ | -------- | ----------- | -------- | -------- | ---- |
| 2014年冬季奥林匹克运动会 | 索契     | 2月7日-23日 | 88       | 2,873    | 98   |

## 歷屆奧運成績
| 賽事             | 參賽人數                                              | 金牌                                                  | 銀牌                                                  | 銅牌                                                  | 總計                                                  | 排名                                                  |
| 1900–1912        | 代表 俄罗斯帝国（RU1）參賽                            | 代表 俄罗斯帝国（RU1）參賽                            | 代表 俄罗斯帝国（RU1）參賽                            | 代表 俄罗斯帝国（RU1）參賽                            | 代表 俄罗斯帝国（RU1）參賽                            | 代表 俄罗斯帝国（RU1）參賽                            |
| 1920–1948        | 未參賽                                                | 未參賽                                                | 未參賽                                                | 未參賽                                                | 未參賽                                                | 未參賽                                                |
| 1952–1988        | 代表 苏联（URS）參賽                                  | 代表 苏联（URS）參賽                                  | 代表 苏联（URS）參賽                                  | 代表 苏联（URS）參賽                                  | 代表 苏联（URS）參賽                                  | 代表 苏联（URS）參賽                                  |
| 1992年巴塞隆納   | 代表 独联体（EUN）參賽                                | 代表 独联体（EUN）參賽                                | 代表 独联体（EUN）參賽                                | 代表 独联体（EUN）參賽                                | 代表 独联体（EUN）參賽                                | 代表 独联体（EUN）參賽                                |
| 1996年亞特蘭大   | 390                                                   | 26                                                    | 21                                                    | 16                                                    | 63                                                    | 2                                                     |
| 2000年悉尼       | 435                                                   | 32                                                    | 28                                                    | 29                                                    | 89                                                    | 2                                                     |
| 2004年雅典       | 446                                                   | 28                                                    | 26                                                    | 36                                                    | 90                                                    | 3                                                     |
| 2008年北京       | 455                                                   | 22                                                    | 17                                                    | 23                                                    | 62                                                    | 3                                                     |
| 2012年倫敦       | 436                                                   | 21                                                    | 20                                                    | 31                                                    | 72                                                    | 4                                                     |
| 2016年里約熱內盧 | 2911                                                  | 19                                                    | 17                                                    | 19                                                    | 55                                                    | 4                                                     |
| 2020年東京       | 禁賽，部分選手以 俄罗斯奥林匹克委员会（ROC）名義參賽2 | 禁賽，部分選手以 俄罗斯奥林匹克委员会（ROC）名義參賽2 | 禁賽，部分選手以 俄罗斯奥林匹克委员会（ROC）名義參賽2 | 禁賽，部分選手以 俄罗斯奥林匹克委员会（ROC）名義參賽2 | 禁賽，部分選手以 俄罗斯奥林匹克委员会（ROC）名義參賽2 | 禁賽，部分選手以 俄罗斯奥林匹克委员会（ROC）名義參賽2 |
| 2024年巴黎       | · 禁賽，部分選手以 个人中立运动员（AIN）名義參賽3     | · 禁賽，部分選手以 个人中立运动员（AIN）名義參賽3     | · 禁賽，部分選手以 个人中立运动员（AIN）名義參賽3     | · 禁賽，部分選手以 个人中立运动员（AIN）名義參賽3     | · 禁賽，部分選手以 个人中立运动员（AIN）名義參賽3     | · 禁賽，部分選手以 个人中立运动员（AIN）名義參賽3     |
| 2028年洛杉磯     | 未來賽事                                              | 未來賽事                                              | 未來賽事                                              | 未來賽事                                              | 未來賽事                                              | 未來賽事                                              |
| 2032年           | 未來賽事                                              | 未來賽事                                              | 未來賽事                                              | 未來賽事                                              | 未來賽事                                              | 未來賽事                                              |
| 總計             | 總計                                                  | 148                                                   | 129                                                   | 154                                                   | 431                                                   | 10                                                    |

| 賽事                      | 參賽人數                                              | 金牌                                                  | 銀牌                                                  | 銅牌                                                  | 總計                                                  | 排名                                                  |
| 1924–1952                 | 未參賽                                                | 未參賽                                                | 未參賽                                                | 未參賽                                                | 未參賽                                                | 未參賽                                                |
| 1956–1988                 | 代表 苏联（URS）參賽                                  | 代表 苏联（URS）參賽                                  | 代表 苏联（URS）參賽                                  | 代表 苏联（URS）參賽                                  | 代表 苏联（URS）參賽                                  | 代表 苏联（URS）參賽                                  |
| 1992年阿爾貝維爾          | 代表 独联体（EUN）參賽                                | 代表 独联体（EUN）參賽                                | 代表 独联体（EUN）參賽                                | 代表 独联体（EUN）參賽                                | 代表 独联体（EUN）參賽                                | 代表 独联体（EUN）參賽                                |
| 1994年利勒哈默爾          | 113                                                   | 11                                                    | 8                                                     | 4                                                     | 23                                                    | 1                                                     |
| 1998年長野                | 122                                                   | 9                                                     | 6                                                     | 3                                                     | 18                                                    | 3                                                     |
| 2002年鹽湖城              | 151                                                   | 5                                                     | 4                                                     | 4                                                     | 13                                                    | 5                                                     |
| 2006年都靈                | 190                                                   | 8                                                     | 6                                                     | 8                                                     | 22                                                    | 4                                                     |
| 2010年溫哥華              | 177                                                   | 3                                                     | 5                                                     | 7                                                     | 15                                                    | 11                                                    |
| 2014年索契                | 232                                                   | 11                                                    | 9                                                     | 9                                                     | 29                                                    | 1                                                     |
| 2018年平昌                | 禁賽，部分選手以 俄罗斯奥林匹克运动员（OAR）名義參賽2 | 禁賽，部分選手以 俄罗斯奥林匹克运动员（OAR）名義參賽2 | 禁賽，部分選手以 俄罗斯奥林匹克运动员（OAR）名義參賽2 | 禁賽，部分選手以 俄罗斯奥林匹克运动员（OAR）名義參賽2 | 禁賽，部分選手以 俄罗斯奥林匹克运动员（OAR）名義參賽2 | 禁賽，部分選手以 俄罗斯奥林匹克运动员（OAR）名義參賽2 |
| 2022年北京                | 禁賽，部分選手以 俄罗斯奥林匹克委员会（ROC）名義參賽2 | 禁賽，部分選手以 俄罗斯奥林匹克委员会（ROC）名義參賽2 | 禁賽，部分選手以 俄罗斯奥林匹克委员会（ROC）名義參賽2 | 禁賽，部分選手以 俄罗斯奥林匹克委员会（ROC）名義參賽2 | 禁賽，部分選手以 俄罗斯奥林匹克委员会（ROC）名義參賽2 | 禁賽，部分選手以 俄罗斯奥林匹克委员会（ROC）名義參賽2 |
| 2026年米蘭-科尔蒂纳丹佩佐 | 禁賽，部分選手以 个人中立运动员（AIN）名義參賽3       | 禁賽，部分選手以 个人中立运动员（AIN）名義參賽3       | 禁賽，部分選手以 个人中立运动员（AIN）名義參賽3       | 禁賽，部分選手以 个人中立运动员（AIN）名義參賽3       | 禁賽，部分選手以 个人中立运动员（AIN）名義參賽3       | 禁賽，部分選手以 个人中立运动员（AIN）名義參賽3       |
| 2030年法国阿尔卑斯        | 未来赛事                                              | 未来赛事                                              | 未来赛事                                              | 未来赛事                                              | 未来赛事                                              | 未来赛事                                              |
| 2034年盐湖城              | 未来赛事                                              | 未来赛事                                              | 未来赛事                                              | 未来赛事                                              | 未来赛事                                              | 未来赛事                                              |
| 總計                      | 總計                                                  | 47                                                    | 38                                                    | 35                                                    | 120                                                   | 9                                                     |

| 運動     | 金牌 | 銀牌 | 銅牌 | 合計 |
| 摔跤     | 29   | 13   | 15   | 57   |
| 体操     | 22   | 21   | 21   | 64   |
| 田徑     | 25   | 26   | 25   | 76   |
| 击剑     | 13   | 5    | 8    | 26   |
| 拳击     | 10   | 6    | 15   | 31   |
| 花样游泳 | 10   | 0    | 0    | 10   |
| 射擊     | 7    | 13   | 11   | 31   |
| 游泳     | 5    | 9    | 9    | 23   |
| 自行車   | 5    | 5    | 9    | 19   |
| 柔道     | 5    | 4    | 7    | 16   |
| 跳水     | 4    | 8    | 6    | 18   |
| 现代五项 | 4    | 1    | 0    | 5    |
| 舉重     | 3    | 13   | 10   | 26   |
| 网球     | 3    | 3    | 2    | 8    |
| 皮划艇   | 2    | 3    | 7    | 12   |
| 手球     | 2    | 1    | 1    | 4    |
| 排球     | 1    | 3    | 2    | 6    |
| 赛艇     | 1    | 0    | 2    | 3    |
| 跆拳道   | 0    | 2    | 2    | 4    |
| 水球     | 0    | 1    | 3    | 4    |
| 射箭     | 0    | 1    | 1    | 2    |
| 帆船     | 0    | 1    | 1    | 2    |
| 篮球     | 0    | 0    | 3    | 3    |
| 羽球     | 0    | 0    | 1    | 1    |
| 總計     | 151  | 139  | 161  | 451  |

| 運動           | 金牌 | 銀牌 | 銅牌 | 合計 |
| 越野滑雪       | 14   | 10   | 9    | 33   |
| 花样滑冰       | 14   | 9    | 3    | 26   |
| 冬季兩項       | 10   | 6    | 8    | 24   |
| 速度滑冰       | 3    | 5    | 5    | 13   |
| 短道競速滑冰   | 3    | 1    | 1    | 5    |
| 單板滑雪       | 2    | 2    | 1    | 5    |
| 雪車           | 2    | 1    | 1    | 4    |
| 钢架雪车       | 1    | 0    | 2    | 3    |
| 雪橇           | 0    | 3    | 0    | 3    |
| 自由式滑雪     | 0    | 1    | 3    | 4    |
| 冰球           | 0    | 1    | 1    | 2    |
| 高山滑雪       | 0    | 1    | 0    | 1    |
| 北歐混合式滑雪 | 0    | 0    | 1    | 1    |
| 總計           | 49   | 40   | 35   | 124  |

### 註記
- 2012年8月11日，葉夫根尼婭·卡納耶娃成為史上首位衛冕韻律體操個人全能項目者
- 2016年8月21日，俄羅斯韻律體操團體賽達成5連冠軍
- 2016年8月19日，俄羅斯水上芭蕾雙人和團體項目都達成5連冠軍
- 2014年2月9日，俄羅斯從2014年冬季奥林匹克运动会花式滑冰團體賽獲得團體金牌[1]尤利婭·利普尼茨卡婭15歲而成為俄羅斯冬季奧運最年輕獎牌得主。[2]
- 2014年2月10日，維克多·安贏得第一面短道競速滑冰獎牌。他當時在2014年冬季奥林匹克运动会獲得1500公尺銅牌。[3]
- 2014年2月15日，安獲得短道速滑1000公尺金牌使該項目的第二面金牌，俄羅斯也在該項目佔據前兩名及弗拉基米尔·格里戈里耶夫也獲得銀牌。當時格里戈里耶夫31歲191天，他也是男子短道速滑項目最年長的獎牌得主。[4]
- 2014年2月20日，阿德琳娜·索特尼科娃獲得俄羅斯首面女子單人滑金牌。[2]

註記
- 1: 因為禁藥醜聞被部分禁賽
- 2: 因為禁藥醜聞被禁賽
- 3: 因為俄羅斯入侵烏克蘭被禁賽

## 禁藥問題

### 里約奧運會之前
從2015年11月開始的該國一一被揭發的禁藥醜聞，一度使俄羅斯在2016年7月24日之前面臨整隊無緣參與2016年夏季奧運會，也險成第一個因為禁藥及違反比賽公平而被完全拒於奧運門外的國家，但最終該代表團並沒有被禁賽（他們資格交由各單項協會決定）如願參加里約奧運會但失去該賽事的部分參賽資格，仍以19金17銀19銅，獎牌榜仍同上屆第4名作收（但也是最差成績）。但當年帕運會就遭到全面禁賽，267名傷健運動員就無緣參加該屆帕運。

### 里約奧運會之後
俄羅斯的禁藥醜聞至目前仍在發酵，至2017年12月1日，均因禁藥事件失去48面獎牌（奧運會歷史上遭剝奪的奧運獎牌總計為146面），為失去最多奧運獎牌的代表團，占總數將近三分之一。（主要在2002年冬季奧林匹克運動會5面、2008年夏季奧林匹克運動會14面、2012年夏季奧林匹克運動會13面、2014年冬季奧林匹克運動會11面）為次之的白俄羅斯11面的將近4倍。同時也威脅著被禁止2018年冬季奧林匹克運動會，甚至禁止他們參加離現在更遠的2020年夏季奧林匹克運動會等國際賽事的參賽資格，或剝奪參賽席位。因為在2014年冬季奧林匹克運動會時，至少有12面獎牌得主與使用禁藥有關。同時也會可能使該國失去獎牌榜首名位置並可能使11名隊友也跟者失去獎牌。至2017年12月止，索契部分已有11面獎牌遭到剝奪並且使8名隊友也跟者失去獎牌。
不過，也有人說俄羅斯付出如同2007年一级方程式间谍争议的鉅額罰款(當時罰單為1億美元)就能避開被禁止參加2018年冬季奧運會。

## 因涉及戰爭全面禁賽
2022年2月，在2022年北京冬奧會結束不久，俄羅斯違反奧林匹克憲章對烏克蘭展開全面戰爭。由於本次事件影響太大，國際奧林匹克委員會於2022年2月25日宣佈全面禁止俄羅斯與其盟友白俄羅斯參加奧運會和任何未來的國際大型賽事。然而在2023年1月，国际奥林匹克委员会宣布或许准许俄罗斯和白俄罗斯运动员以中立身份参赛，引起大量争议2023年7月，國際奧委會正式確認俄羅斯與白俄羅斯禁止參加2024年夏季奧運會，但運動員或許准許以個人名義參賽。